# Takeshi Koike
Takeshi Koike (小池健?, Koike Takeshi; Kaminoyama, 26 gennaio 1968) è un animatore, illustratore e regista giapponese.
Allievo del regista e sceneggiatore giapponese Yoshiaki Kawajiri, è stato influenzato anche dall'animatore Yoshinori Kanada, dal fumettista e sceneggiatore Frank Miller, dal fumettista statunitense Mike Mignola e dal regista e sceneggiatore Katsuhito Ishii. 
Finite le superiori, ha cominciato la sua carriera alla Madhouse, lavorando come intercalatore su opere dirette da Yoshiaki Kawajiri.
Il suo primo vero lavoro da regista è la sequenza d'apertura del film Party 7, uscito nel 2000; mentre il suo primo lungometraggio è Redline, proiettato per la prima volta nel 2009 e distribuito nel 2010. Ha inoltre lavorato come character designer e direttore dell'animazione per la serie del 2012 Lupin the Third - La donna chiamata Fujiko Mine, e ne ha diretto i sequel cinematografici a partire da Lupin the IIIrd - La lapide di Jigen Daisuke. Si è occupato anche di lavori esterni all'animazione, compresa la grafica del singolo degli Dreams Come True del 2004 "Yasashii Kiss o Shite".

## Filmografia

### Regista
| Anno | Titolo                                            | Genere              | Note                                                 |
| ---- | ------------------------------------------------- | ------------------- | ---------------------------------------------------- |
| 2000 | Party 7                                           | Sequenza d'apertura | Animazione di apertura del film                      |
| 2000 | Smanime                                           | Cortometraggio      | Tre cortometraggi animati per un concerto degli SMAP |
| 2003 | Trava: Fist Planet                                | OVA                 |                                                      |
| 2003 | Animatrix                                         | Cortometraggio      | Parte dell'antologia di Animatrix                    |
| 2003 | Afro Samurai: Pilota                              | Episodio pilota     |                                                      |
| 2005 | The Taste of Tea                                  | Sequenza animata    | Sequenza animata nel film                            |
| 2005 | Funky Forest                                      | Sequenza animata    | Sequenza animata nel film                            |
| 2009 | Iron Man: Pilota                                  | Episodio pilota     |                                                      |
| 2009 | Redline                                           | Lungometraggio      |                                                      |
| 2014 | Lupin the IIIrd - La lapide di Jigen Daisuke      | Mediometraggio      |                                                      |
| 2017 | Lupin the IIIrd - Ishikawa Goemon getto di sangue | Mediometraggio      |                                                      |
| 2019 | Lupin the IIIrd - La bugia di Mine Fujiko         | Mediometraggio      |                                                      |
| 2025 | Lupin the IIIrd: Zenigata and the Two Lupins      | Mediometraggio      |                                                      |
| 2025 | Lupin the IIIrd - The Immortal Bloodline          | Mediometraggio      |                                                      |

### Altri lavori
- Chironup no Kitsune (1987)  In-Between Animation
- Wicked City - La città delle bestie (1987) -  In-Between Animation
- Legend of Galactic Heroes: My Conquest is the Sea of Stars (1988) - Animation Check
- Bride of Deimos (1988) Animation Check
- Demon City Shinjuku, la città dei mostri (1988) - Animation Check
- Legend of the Galactic Heroes 1st season (1988) - Key Animation (Ep 19)
- Goku: Midnight Eye (1989) - Animation Check, Key Animation
- Goku II: Midnight Eye (1989) - Key Animation
- Yawara! - Jenny la ragazza del judo (1989) Key Animation (Ep 1, 18)
- Cyber City Oedo 808 (1990)  -  Mechanical Animation Director, Key Animation (Ep 1, 2, 3)
- Teki wa Kaizoku: Neko no Kyoen (1990) Key Animation (Ep 1, 2)
- Nineteen 19 (1990) Key Animation
- Il vento dell'Amnesia (1990) - Key Animation
- Urusei Yatsura: Always My Darling (1991) - Key Animation
- Megalopolis (1991) - Assistant Animation Director (Ep 1, 2), Key Animation (Ep 1, 2, 3)
- Giant Robot - Il giorno in cui la Terra si fermò (1992) - Key Animation (Ep 1, 6)
- Ninja Scroll (1993) - Key Animation
- The Cockpit (1994) (episodio Slipstream/Seisōken kiryū) - Key Animation
- Kujaku l'esorcista (1994) - Character Design, Key Animation
- CLAMP in Wonderland (1994) - Key Animation
- Darkside Blues (1994) - Key Animation
- Mighty Space Miners (1994) - Opening Animation, Ending Animation
- DNA² (1996) - Mechanic Design, Opening Animation
- Bio Hunter (1995) - Key Animation
- Memories (1995) (episodio Stink Bomb) - Key Animation
- X (1996) - Key Animation
- Birdy the Mighty (1996) - Key Animation (Ep 1-4)
- Card Captor Sakura (1998) - Key Animation (Ep 1, 57)
- Jubei-chan - Secret of the Lovely Eyepatch (1999) - Animation Director (Ep 10, 11)
- Card Captor Sakura - The Movie (1999) - Key Animation
- Kazemakase Tsukikage Ran (2000) - Key Animation (Op, Ep 1, 5)
- Il bisturi e la spada (2000) - Key Animation
- Hajime no Ippo (2000) - Key Animation (Op 1, Ep 20)
- Gekijōban Cardcaptor Sakura: Fūin sareta card (2000) - Key Animation
- Blood: The Last Vampire (2000) - Key Animation
- Vampire Hunter D: Bloodlust (2000) - Setting Design, Key Animation
- WXIII: Patlabor the Movie 3 (2002) - Key Animation
- Texhnolyze (2003) - Key Animation (Ep 1)
- Dead Leaves (2004) - Key Animation
- Samurai Champloo (2004) Key Animation (Opening Animation, Ep 5)
- The Taste of Tea (2004) - Animation Director
- Funky Forest (2005) - Animation Director
- Iron Man (2010) - Mechanical Design, Key Animation (Ep 1, 7, 11)
- Trigun: Badlands Rumble (2010) - Key Animation
- Lupin the Third - La donna chiamata Fujiko Mine (2012) - Character Design, Animation Director, Episode Animation Director (Ep 1, 13), Key Animation (Opening, Ep 13)
- Yasuke (2021) - Character Design